# Sviatoslav Mykhailiuk
Sviatoslav Mykhailiuk (Cherkasy; 10 de junio de 1997) es un baloncestista ucraniano que pertenece a la plantilla de los Utah Jazz de la NBA. Con 2,01 metros de estatura, juega en la posición de escolta.

## Trayectoria deportiva

### Primeros años
Mykhailiuk empezó a jugar en el instituto Cherkasy First City Gymnasia de su ciudad natal, donde también destacó en fútbol y tenis de mesa. En la temporada 2012-13, con 15 años de edad, debutó con el primer equipo del SK Cherkasy Monkeys jugando en dos partidos, y ya al año siguiente fue un fijo en el equipo, completando una temporada en la que promedió 5,8 puntos, 3,0 rebotes y 1,5 asistencias por partido.

### Universidad
En 2014 se desplazó a Estados Unidos, donde jugó cuatro temporadas con los Jayhawks de la Universidad de Kansas, en las que promedió 8,7 puntos, 2,5 rebotes y 1,5 asistencias por partido. En su última temporada fue incluido en el segundo mejor quinteto de la Big 12 Conference.

#### Estadísticas
| Año     | Equipo | PJ  | PT | MPP  | %TC  | %3P  | %TL  | RPP | APP | ROB | TPP | PPP  |
| ------- | ------ | --- | -- | ---- | ---- | ---- | ---- | --- | --- | --- | --- | ---- |
| 2014–15 | Kansas | 26  | 6  | 11.2 | .306 | .288 | .833 | 1.2 | .7  | .3  | .0  | 2.8  |
| 2015–16 | Kansas | 35  | 0  | 12.8 | .450 | .402 | .680 | 1.3 | .9  | .3  | .1  | 5.4  |
| 2016–17 | Kansas | 36  | 25 | 27.3 | .443 | .398 | .702 | 3.0 | 1.3 | .9  | .3  | 9.8  |
| 2017–18 | Kansas | 39  | 39 | 34.5 | .434 | .444 | .804 | 3.9 | 2.7 | 1.2 | .3  | 14.6 |
| Total   | Total  | 136 | 70 | 22.6 | .428 | .409 | .746 | 2.5 | 1.5 | .7  | .2  | 8.7  |

### Profesional
Fue elegido en la cuadragésimo séptima posición del Draft de la NBA de 2018 por Los Angeles Lakers, equipo con el que firmó contrato por tres temporadas el 10 de julio.
El 5 de febrero de 2019 fue traspasado a Detroit Pistons a cambio de Reggie Bullock.
Tras dos temporadas en Detroit, el 12 de marzo de 2021, fue traspasado a Oklahoma City Thunder a cambio de Hamidou Diallo.
El 28 de agosto de 2021, firma un contrato de dos años con Toronto Raptors.
Tras una temporada en Toronto, el 29 de agosto de 2022 es cortado por los Raptors, pero el 18 de septiembre firma por New York Knicks.
El 8 de febrero de 2023 es traspasado, junto a Ryan Arcidiacono y Cam Reddish a Portland Trail Blazers, a cambio de Josh Hart, y luego traspasado a Charlotte Hornets, en un intercambio entre cuatro equipos.
El 31 de agosto de 2023, firma por una temporada con Boston Celtics.
El 17 de junio de 2024 se convierte en campeón de la NBA tras la victoria de Boston en las Finales a Dallas Mavericks (4-1).
En agosto de 2024 firma con Utah Jazz.

### Selección nacional
Ha pasado por todas las categorías de la selección de Ucrania, hasta que en 2014 llegó a la absoluta, para participar en el Mundial de 2014, donde participó en cuatro partidos, promediando 1,8 puntos y 1,2 rebotes. Ese mismo año fue elegido mejor jugador del Europeo Sub-18 B disputado en Bulgaria.
En 2017 participó con la selección sub-20 en el Europeo de Helsinki, donde acabó como máximo anotador del torneo con 143 puntos, 14,9 por partido.
Luego, ya con la absoluta, disputó el EuroBasket 2017 cuya fase final se disputó en Turquía.
En septiembre de 2022 disputó con el combinado absoluto ucraniano el EuroBasket 2022, finalizando en decimosegunda posición.

## Estadísticas de su carrera en la NBA
|  | Denota temporadas en las que fue Campeón de la NBA |

### Temporada regular
| Año     | Equipo        | PJ  | PT | MPP  | %TC  | %3P  | %TL  | RPP | APP | ROB | TPP | PPP  |
| ------- | ------------- | --- | -- | ---- | ---- | ---- | ---- | --- | --- | --- | --- | ---- |
| 2018-19 | L.A. Lakers   | 39  | 0  | 10.8 | .333 | .318 | .600 | .9  | .8  | .3  | .0  | 3.3  |
| 2018-19 | Detroit       | 3   | 0  | 6.7  | .250 | .500 | –    | .7  | 1.3 | .3  | .0  | 2.0  |
| 2019-20 | Detroit       | 56  | 27 | 22.6 | .410 | .404 | .814 | 1.9 | 1.9 | .7  | .1  | 9.0  |
| 2020-21 | Detroit       | 36  | 5  | 17.6 | .377 | .333 | .800 | 2.1 | 1.6 | .8  | .2  | 6.9  |
| 2020-21 | Oklahoma City | 30  | 9  | 23.0 | .438 | .336 | .700 | 3.0 | 1.8 | .8  | .2  | 10.3 |
| 2021-22 | Toronto       | 56  | 5  | 12.8 | .389 | .306 | .865 | 1.6 | .8  | .5  | .1  | 4.6  |
| 2022-23 | New York      | 13  | 0  | 3.1  | .500 | .600 | .600 | .5  | .1  | .1  | .0  | 1.6  |
| 2022-23 | Charlotte     | 19  | 8  | 22.5 | .441 | .404 | .676 | 2.4 | 2.7 | .7  | .2  | 10.6 |
| 2023-24 | Boston        | 41  | 2  | 10.1 | .416 | .389 | .667 | 1.2 | .9  | .3  | .0  | 4.0  |
| 2024-25 | Utah          | 38  | 13 | 20.0 | .391 | .345 | .800 | 2.4 | 2.0 | .5  | .2  | 8.8  |
| Total   | Total         | 331 | 70 | 16.3 | .402 | .360 | .765 | 1.8 | 1.4 | .5  | .1  | 6.6  |

### Playoffs
| Año   | Equipo  | PJ | PT | MPP | %TC  | %3P  | %TL   | RPP | APP | ROB | TPP | PPP |
| ----- | ------- | -- | -- | --- | ---- | ---- | ----- | --- | --- | --- | --- | --- |
| 2022  | Toronto | 3  | 0  | 1.7 | .000 | .000 | 1.000 | .3  | .0  | .0  | .0  | .3  |
| 2024  | Boston  | 8  | 0  | 4.0 | .250 | .222 | –     | .6  | .1  | .1  | .0  | 1.0 |
| Total | Total   | 11 | 0  | 3.4 | .214 | .182 | 1.000 | .5  | .1  | .1  | .0  | .8  |